# Jaganmata
U hinduizmu, Jaganmata („majka svijeta”; jagat = „svijet” + mata = „majka”) oblik je velike božice Parvati, koja je opisana kao supruga boga Šive. Jaganmatu smatraju i inkarnacijom božice Bhuvaneshvari.
Jaganmata je „majka cijelog kozmosa” — sva su bića njezina djeca. Često ju prikazuju s lotosom. Također, vjeruje se da u trenucima opasnosti božica uzima oblik Durge ili Mahakali kako bi obranila svijet. Jaganmata je poznata i kao Akhilandeshwari, Vishveshwari i Lokeshwari.